# Рекун Сергій Володимирович
Сергі́й Володи́мирович Реку́н — полковник, Міністерство внутрішніх справ України.
Старший офіцер відділу планування та аналітичної роботи управління бойової та спеціальної підготовки, Головне управління Національної гвардії України.

## Нагороди
За особисту мужність і героїзм, виявлені у захисті державного суверенітету та територіальної цілісності України, вірність військовій присязі під час російсько-української війни
- нагороджений орденом «За мужність» III ступеня (26.2.2015).